# Бібліотека № 118 для дітей (Київ)
Бібліотека № 118 для дітей Дніпровського району міста Києва.

## Адреса
02106 м.Київ вул. Малишка, 25/1

## Характеристика
Площа приміщення бібліотеки - 70 м², книжковий фонд - 19,2 тис. примірників. Щорічно обслуговує 1,8 тис. користувачів, кількість відвідувань за рік - 12,0 тис., книговидач - 37,0 тис. примірників.

## Історія бібліотеки
Створена у 1978 році на базі бібліотечного пункту бібліотеки імені І.В. Сергієнка.